# Les Enfants d'Isadora
Pour plus de détails, voir Fiche technique et Distribution.
Les Enfants d'Isadora est un film dramatique français réalisé par Damien Manivel et sorti en 2019. 

## Synopsis
Isadora Duncan perd ses deux enfants lors d'un terrible accident en 1913. De ce drame elle tire un solo dansé, "La mère". Le film suit successivement dans le Paris d'aujourd'hui, une danseuse qui étudie ce solo, une chorégraphe qui le met en scène dansé par une jeune autiste et une vieille dame qui assiste au spectacle, bouleversée. 

## Fiche technique
- Titre original : Les Enfants d'Isadora
- Réalisation : Damien Manivel
- Scénario : Damien Manivel et Julien Dieudonné
- Décors : Yov Moor
- Costumes :
- Photographie : Noé Bach
- Montage : Dounia Sichov
- Musique :
- Producteur : Damien Manivel et Martin Bertier
- Société de production : MLD FILMS et Jeonju Cinema Project
- Société de distribution : Shellac
- Budget : 230 000 €
- Pays d'origine :  France,  Corée du Sud
- Langue originale : français
- Format : couleur
- Genre : drame
- Durée : 84 minutes
- Dates de sortie :
  - France : 
    - 7 août 2019 (avant-première)
    - 20 novembre 2019 (en salles)

  - Suisse : 13 août 2019 (Locarno)

## Distribution
- Agathe Bonitzer
- Manon Carpentier
- Marika Rizzi
- Elsa Wolliaston
- Julien Dieudonné